# 장선푸 (1893년)
장선푸(张申府, 1893년 ~ 1986년)는 중국 공산당의 창당 구성원이다.
허베이성 태생이다. 1914년 국립 베이징 대학 예과에 들어가 철학, 수학 등을 익히고, 1917년 졸업 후에 동 대학 철학문 조교, 강사 등이 되었다. <신청년>, <매주평론> 회원으로 참가하였고, 1920년 리다자오와 함께 베이징대 마르크스주의 연구회, 베이징 공산주의 소조를 거쳐 1921년 천두슈, 리다자오, 마오쩌둥 등과 함께 중국 공산당을 창당한 주요 멤버 중 하나이다. 1920년 이후, 베이징 대학 도서관을 마오쩌둥이 창당 준비 작업으로 나간 후에도 리다자오 밑에서 동 대학 도서관 사서 업무 및 마르크스주의 학설 연구회 업무를 맡아보았다.
1920년대 초부터 리다자오 등에게 저우언라이, 주더 등을 중국 공산당 당원으로 추천하는 당무 작업을 하였다. 1925년에는 국공 합작 추진 과정에서 공산당 내에서 당원들과 분쟁을 겪으며 중국 공산당에서 탈당하였다.
그는 1920년에 국립 베이징 대학에서 강연을 폈던 영국의 철학자 버트런드 러셀의 사상을 중국 공산당에서 탈당한 후로 집중적으로 연구한 사람 중 하나었는데, 이로 인해, 1929년에 국립 베이징 대학의 철학과 교수, 1931년에는 펑유란의 초빙으로 국립 칭화 대학의 철학과 교수가 되었다. 
그는 하지만 버트런드 러셀이 중국이 레닌주의를 이행해서 중국에서 소비에트주의의 건설을 지지해야 한다고 말하였다고 알고 있었고, 그는 역사 유물주의와 변증 유물주의를 선전하는 활동을 계속 하였다.
중국 공산당 지도 하의 중국 좌익 작가 연맹의 루쉰, 중화소비에트공화국의 저우언라이 등이 이끌던 중국의 반정부 성향의 학생 운동을 조직하는 정치 활동에도 참여하였다. 
그는 중국 공산당에서 탈당하기 전에 이미 당의 바깥에서 당의 일을 돕겠다고 언약을 한 뒤 탈당을 한 공산당의 사람이었다. 
1936년에는 정치적 문제로 인하여 국립 칭화 대학의 교수직에서 해고되었다.
1949년 중공 정부 성립 이후로, 마오쩌둥, 저우언라이 등과 애매한 관계에 있기도 하였으나, 1978년, 1983년에는 중국 공산당의 제5회, 제6회 중국인민정치협상회의 위원이 되었다.

## 같이 보기
- 취추바이
- 저우언라이
- 주더
- 마르크스-레닌주의